# 여자 형사 마리
"여자형사 마리"(Woman Detective Mary)는 한국에서 제작된 이은수 감독의 1975년 액션, 드라마 영화이다. 루비나 등이 주연으로 출연하였고 신태선 등이 제작에 참여하였다.

## 출연

### 주연
- 루비나
- 김옥진
- 김무영

### 조연
- 윤일봉
- 정세혁
- 사미자
- 최인숙
- 신찬일
- 권오상
- 이향자
- 남수정
- 석인수
- 안태섭
- 이예성
- 박동룡

## 기타
- 촬영부: 최길선
- 조명: 마용천
- 조명부: 한갑석
- 기록: 오성덕
- 음향: 심재훈
- 사운드: 유창극
- 미술: 송백규
- 주제곡: 김영광